# Saint-Jean-de-la-Croix
Saint-Jean-de-la-Croix – miejscowość i gmina we Francji, w regionie Kraj Loary, w departamencie Maine i Loara.
Według danych na rok 2010 gminę zamieszkiwało 239 osób, a gęstość zaludnienia wynosiła 130 osób/km².